# Croix de fer (film)
 (septembre 2014).
Si vous disposez d'ouvrages ou d'articles de référence ou si vous connaissez des sites web de qualité traitant du thème abordé ici, merci de compléter l'article en donnant les références utiles à sa vérifiabilité et en les liant à la section « Notes et références ».
Pour les articles homonymes, voir Croix de fer (homonymie).
Pour plus de détails, voir Fiche technique et Distribution.
Croix de fer (Cross of Iron) est un film germano-britannique réalisé par Sam Peckinpah et sorti en 1977. Il s'agit d'une adaptation du livre La Peau des hommes (Das geduldige Fleisch) de Willi Heinrich (en) publié en 1956. L'ouvrage se baserait partiellement sur l'histoire vraie de Johann Schwerdfeger, sous-officier allemand qui fin 2014 fêtait son 100e anniversaire, alors que la plupart des acteurs du film étaient décédés[pertinence contestée]. L'histoire se déroule peu après la bataille de Stalingrad, lors de la retraite allemande de la péninsule du Kouban vers la Crimée.
Le film met notamment en scène James Coburn, James Mason, Maximilian Schell et David Warner. Comme dans la plupart des films de Peckinpah, l'action à l'écran comporte bon nombre de scènes de combat très réalistes, utilisant notamment les scènes de fusillades filmées au ralenti qui lui sont chères.

## Synopsis
En 1943, pendant la Seconde Guerre mondiale sur le front russe, lors de la retraite de la péninsule de Kouban. Le capitaine Stransky, officier allemand d'ascendance prussienne, est fraîchement débarqué et convoite la croix de fer. Cet aristocrate va s'opposer à l'adjudant Rolf Steiner de la Wehrmacht, un chef de section aguerri, cynique mais compatissant et apprécié de ses hommes. Les deux hommes vont entrer en conflit dès l'arrivée de Stransky, d'abord au sujet de l'exécution d'un prisonnier, jeune garçon de troupe, puis surtout, pour l'attribution de la croix de fer au capitaine.
Pour une blessure légère subie dans son abri pendant un bombardement, Stransky est susceptible de recevoir la prestigieuse décoration militaire : pour cela, il lui faut des témoins et il prie Steiner d'être l'un d'eux. Ce dernier refuse parce qu'il sait que le capitaine n'a pas mené la contre-attaque, comme il le prétend, mais qu'il s'attribue indument les mérites d'un jeune lieutenant mort au combat.
Lors d'un mouvement de repli, Stransky abandonne froidement Steiner et ses hommes, espérant que le sous-officier meure et, de la sorte, obtenir sa décoration malgré tout. Steiner survit à la contre-attaque soviétique et se replie avec ses hommes vers les lignes allemandes, sans se douter de la trahison du capitaine. Le retour ne se fait pas sans mal à travers les troupes ennemies, jusqu'aux lignes allemandes, où les soldats ne sont pas au courant de leur retour.

## Fiche technique
Sauf indication contraire, les informations mentionnées dans cette section peuvent être confirmées par la base de données cinématographiques IMDb,  présente dans la section « Liens externes ».
- Titre français : Croix de fer
- Titre original anglophone : Cross of Iron
- Titre original allemand : Steiner - Das Eiserne Kreuz (de)
- Sous-titre original : Men on the front line of Hell (« Des hommes sur le front de l'Enfer »)
- Réalisation : Sam Peckinpah
- Scénario : Julius J. Epstein, James Hamilton, d'après l'œuvre de Willi Heinrich (en)
- Musique : Ernest Gold, Peter Thomas
- Photographie : John Coquillon
- Montage : Michael Ellis, Murray Jordan et Tony Lawson (de)
- Affiche française : Yves Thos
- Production : Wolf C. Hartwig, Arlene Sellers et Alex Winitsky
- Sociétés de production : Anglo-EMI Productions, Rapid Film, Terra Film et ITC Entertainment
- Distribution : Embassy Pictures
- Budget : 6 000 000 $
- Format : couleur - 1.85:1
- Pays de production :  Royaume-Uni et  Allemagne de l'Ouest
- Langues originales : anglais, russe, français, allemand
- Genre : guerre
- Durée : 133 minutes, 119 minutes (version américaine)
- Dates de sortie :
  - Allemagne de l'Ouest : 28 janvier 1977
  - Royaume-Uni : 8 mars 1977
  - France : 18 janvier 1978
- Classification :
  -  France : interdit aux moins de 13 ans à sa sortie en salles ; classé tous publics avec avertissement depuis 1998[2].
- Affiche : René Ferracci (France)

## Distribution
- James Coburn (VF : Marcel Bozzuffi) : Feldwebel Rolf Steiner
- Maximilian Schell (VF : Jean-Claude Michel) : Hauptmann Stransky
- James Mason (VF : Roland Ménard) : Oberst Brandt
- David Warner (VF : Michel Le Royer) : Hauptmann Kiesel
- Senta Berger (VF : Régine Blaess) : Eva
- Klaus Löwitsch (VF : Charles Millot) : Unteroffizier Krüger
- Vadim Glowna (VF : Claude d'Yd) : Kern
- Roger Fritz (VF : Michel Paulin) : Leutnant Triebig
- Dieter Schidor (VF : Michel Derain) : Gefreiter Anselm
- Burkhard Driest (VF : Jacques Richard) : Schütze Maag
- Fred Stillkrauth (VF : Gérard Hernandez) : Obergefreiter Reisenauer alias Schnurrbart
- Michael Nowka : soldat/Schütze Dietz
- Véronique Vendell : Marga
- Arthur Brauss : Zoll
- Igor Galo (VF : Michel Bedetti) : Leutnant Meyer
- Slavko Stimac : le jeune russe

Note : Les grades de certains soldats changent entre les versions anglophone/francophone d'une part et germanophone d'autre part. Dans la version française, Steiner commence le film avec le grade de caporal.

## Production
Robert Shaw devait initialement incarner Steiner mais il a quitté le projet pour un désaccord financier.
Le tournage a lieu en Italie (Trieste), en Yougoslavie (près de Hrpelje-Kozina en actuelle Slovénie, à Zagreb et à Savudrija) et dans les studios Pinewood en Angleterre.
On retrouve au générique certains habitués des films de Peckinpah, comme James Coburn, David Warner, Senta Berger ou le directeur photo John Coquillon.

## Accueil
Relatif échec commercial aux États-Unis avec 1 509 000 $ de recettes, Croix de fer marche nettement mieux en Europe, et en particulier en Allemagne, où il totalise 3 595 000 entrées, ce qui lui vaut de se placer à la quatrième place du box-office allemand l'année de sa sortie. En France, il totalise 402 509 entrées.
Orson Welles déclarera avoir adoré le film, notamment car il utilise le point de vue d'un soldat. Le cinéaste ajoutera que c'est le meilleur film de guerre qu'il a vu depuis À l'Ouest, rien de nouveau (1930).

## Suite
En 1979, dans son film La Percée d'Avranches, Andrew McLaglen transporte les mêmes personnages en France après le débarquement de Normandie. James Coburn devait un temps reprendre son rôle de Steiner, avant de finalement céder sa place à Richard Burton.